# Емблема Телангани
Емблема Телангани — державна емблема Телангани в Південній Індії. В центрі композиції розміщена Какатія Кала Торанам, а всередині неї — Чармінар, все облямовано зеленим кольором.

## Дизайн
Емблема являє собою круглу печатку, що складається з Какатія Кала Торанаму і Чармінару з капітеллю Сарнатського лева вгорі. Вона має напис «Government of Telangana» англійською мовою, «Telangana Sarkar» урду та «Telangana Prabhutvamu» мовою телугу. Сатьямева Джаяте написана на санскриті.

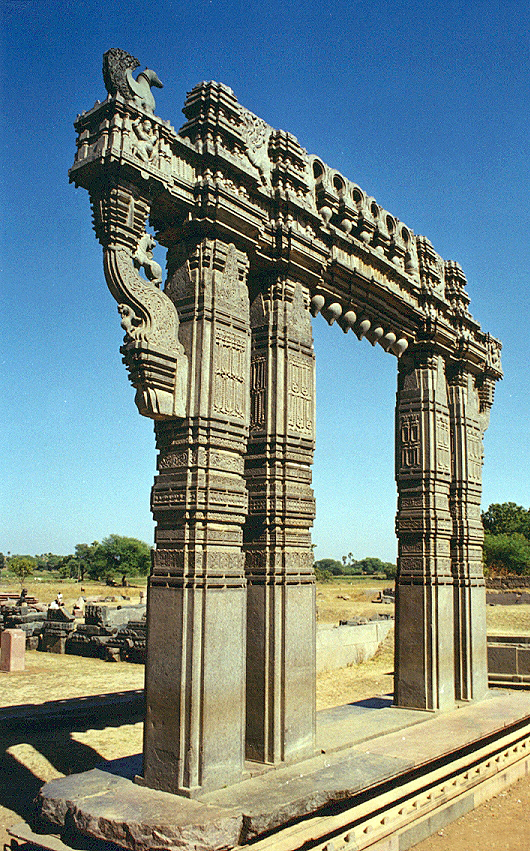
Какатія Кала Торанам
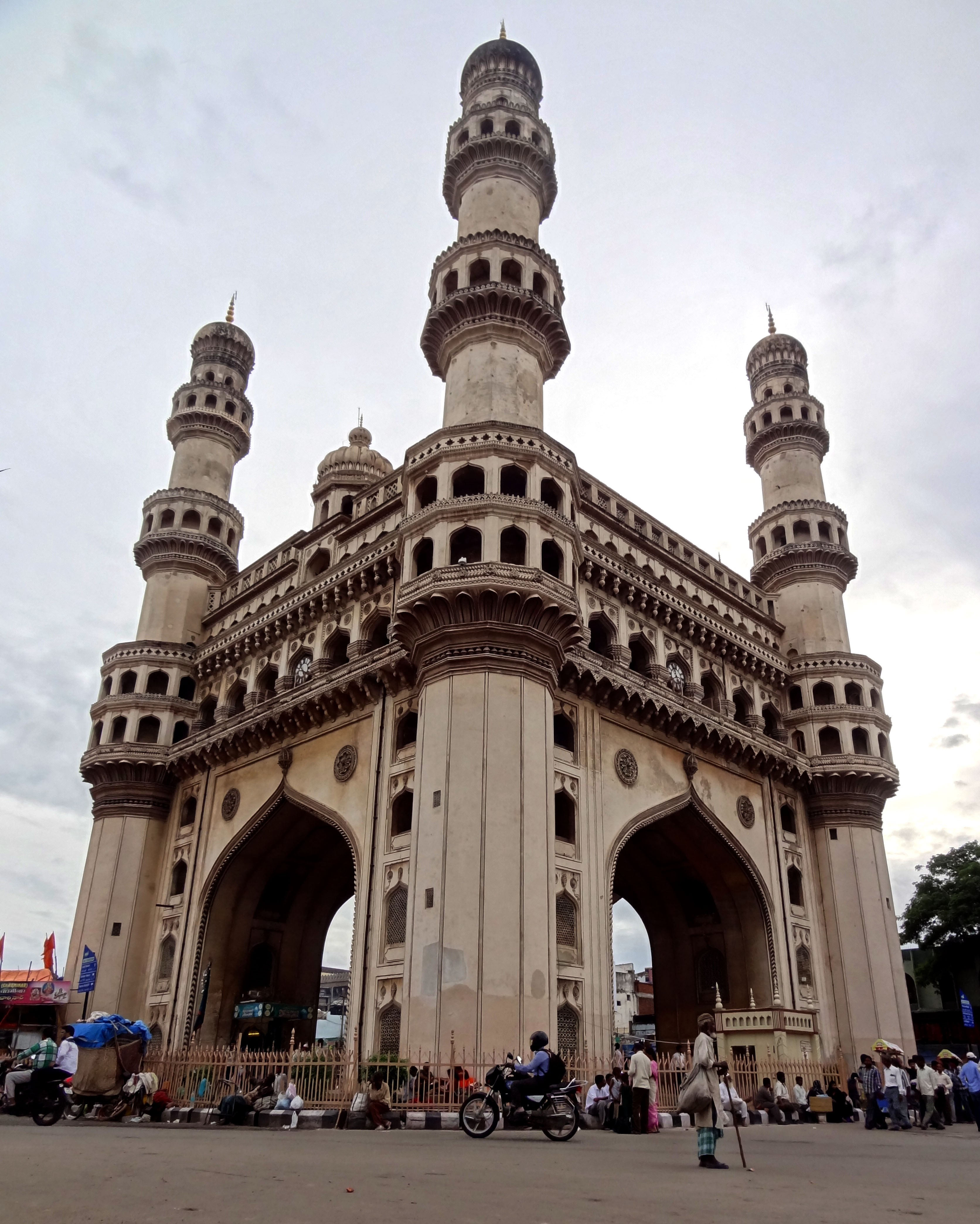
Чармінар

## Історія
Емблему розробив художник Лаксман Елай. Вона була затверджена 2 червня 2014 року після того, як її прийняв новосформований уряд на чолі з К. Чандрашекаром Рао. Це був перший документ, який він підписав після присяги. Спочатку на печатці був відсутній Чармінар, але після поради Асадуддіна Овайсі (Гайдарабадський депутат) його було додано.
Спочатку національний девіз був написаний під емблемою. Нареш Кадян, Абхішек Кадян і Суканья Кадян поскаржилися в уряд на ймовірну образу емблеми без девізу. Капітель лева Сарнатха, якщо вона використовується в геральдиці, повинна мати під собою слова Satyameva Jayate відповідно до Закону про державний герб Індії (заборона використання змін) 2005 року, який порушив новий логотип, коли його було вперше опубліковано. Емблему було виправлено за допомогою поправки, схваленої урядом Телангани 25 червня 2014 року, внесеної Лаксманом Аелаєм, шляхом переміщення Сатьямева Джаяте нижче капітелі Лева Сарнатха, відповідно до національних норм.

### Історичні емблеми

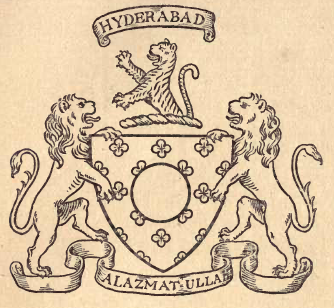
Герб Хайдарабадського Нізама (1869-1911)
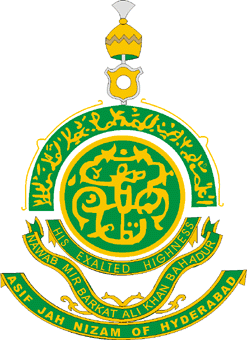
Герб Хайдарабадського Нізама (1911-1947)
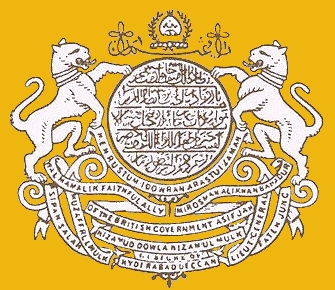
Герб Хайдарабадського Нізама (1947-1948)
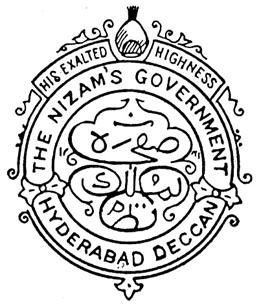
Емблема Хайдарабаду (1947-1948)
Емблема Хайдарабаду (1948–1956)
Емблема Об'єднаного штату Андхра-Прадеш (1956-2014)Емблема Об'єднаного штату Андхра-Прадеш (1956-2014)

## Урядовий прапор
Уряд Телангани може бути представлений банером із зображенням емблеми штату на білому полі.